# Le Calvaire d'une mère
Pour plus de détails, voir Fiche technique et Distribution.
Le Calvaire d'une mère (Scarlet Days) est un western américain muet réalisé par D. W. Griffith, sorti en 1919.

## Synopsis
Dans l'ouest américain une femme aux mœurs douteuses, Rosie, travaille dans un saloon et est faussement accusée du meurtre d'une de ses collègues. Comme sa fille, Lady Fair qui ignore tout de sa situation sociale vient lui rendre visite, la justice lui accorde le droit de rester avec elle pendant trois jours à l'écart de la ville dans une cabane. Cependant le patron du saloon, King Bagley, est très intéressé par Lady Fair et agressent les deux femmes.
Elles se barricadent dans la cabane et alors qu'elles sont assaillies par les hommes de main de King Bagley, elles sont aidées par un gangster Alvarez  en quête de rédemption et ses hommes de main. Un autre homme, Randolph, aime également la fille et prend part au combat. Dans les échanges Alvarez est tué, mais les femmes et Randolph sont sains et saufs.

## Fiche technique
- Titre original : Scarlet Days

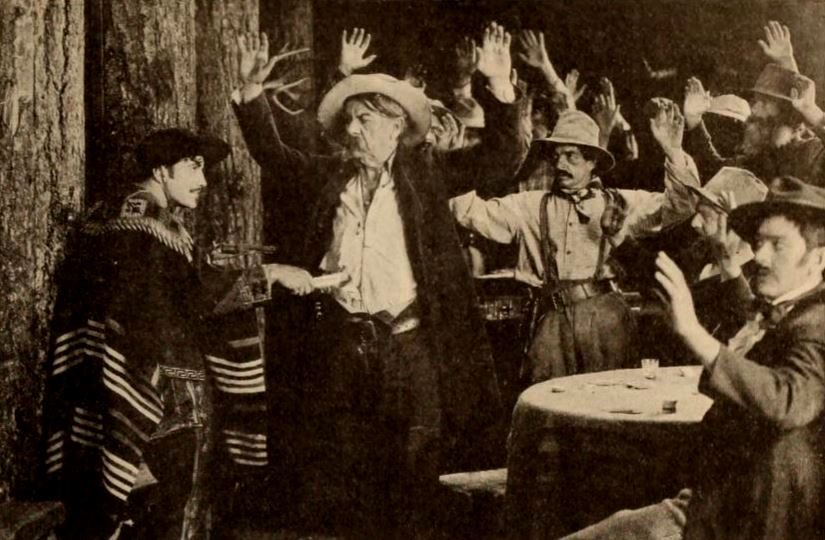
une scène du film, pour Exhibitors Herald.

- Titre français : Le Calvaire d'une mère
- Réalisation : D. W. Griffith
- Scénario : Stanner E. V. Taylor
- Directeur de la photographie : G. W. Bitzer
- Cadreur : Karl Brown
- Production : D. W. Griffith
- Société de production : D.W. Griffith Productions
- Pays de production :  États-Unis
- Langue originale : anglais
- Format : noir et blanc - 35 mm — 1,33:1 - film muet
- Genre : western
- Durée : 77 minutes
- Date de sortie :
  - États-Unis : 9 novembre 1919

## Distribution
- Richard Barthelmess : Alvarez
- Eugenie Besserer : Rosie Nell
- Carol Dempster : Lady Fair
- Clarine Seymour : Chiquita
- Ralph Graves : Randolph
- George Fawcett : le shérif
- Walter Long : King Bagley
- Kate Bruce : la tante
- Rhea Haines : Spasm Sal
- Adolph Lestina : l'ami de Randolph
- Herbert Sutch : le deuxième shérif